# NGC 4737
NGC 4737 (również PGC 43490) – galaktyka spiralna (Sab), znajdująca się w gwiazdozbiorze Psów Gończych. Odkrył ją William Herschel 2 stycznia 1786 roku. Jest to galaktyka z aktywnym jądrem typu LINER.